# Hydraena alterra
Hydraena alterra är en skalbaggsart som beskrevs av Perkins 1980. Hydraena alterra ingår i släktet Hydraena och familjen vattenbrynsbaggar. Inga underarter finns listade i Catalogue of Life.